# Ofeq 10
Ofeq 10 – izraelski wojskowy satelita rozpoznania radarowego. Obecnie uchodzi za jednego z najbardziej zaawansowanych technologicznie satelitów SAR. Został wyniesiony pierwszym startem rakiety Shavit-2 po czteroletniej przerwie, od 2010.
Satelita ma charakter tajny. Szacuje się, że satelita ma ok. 260-300 kilogramów masy, przy czym wykorzystywany radar z syntetyczną aperturą ma masę około 100 kg. Ponadto, na pokładzie znajduje się bank pamięci o pojemności 240 Gbit. Nieoficjalne źródła sugerują, że Ofeq 10 wykorzystuje pasmo X i jest zdolny do wykonywania obserwacji obiektów mniejszych od 10 cm.
Czas trwania misji ocenia się na co najmniej 5 lat.